# Депресія (економіка)
Депре́сія — період економічної кризи, який характеризується спадом виробництва, ділової активності, високим рівнем безробіття.
Депресія — одна з фаз економічного циклу.